# Ludwig Schmitt (Bezirksoberamtmann)
Ludwig Schmitt (* 10. August 1871 in Schwabmünchen; † nach 1936) war ein deutscher Verwaltungsjurist und  Leiter der Bezirksämter Regen, Landshut und Friedberg.

## Leben
Nach dem Abitur absolvierte Ludwig Schmitt ein Studium der Rechtswissenschaften an der Ludwig-Maximilians-Universität München, wo er Mitglied der Studentenverbindung AGV München war. Er legte die erste juristische Staatsprüfung ab und leistete den dreijährigen Vorbereitungsdienst (Referendariat), der ihn zum Amtsgericht Schwabmünchen, Landgericht Kempten und zum Bezirksamt Bad Brückenau führte. 1896 promovierte er mit der Dissertation „Beiträge zur Frage der autorrechtlichen Beurteilung und Behandlung der Übersetzungen“ zum Dr. jur. und legte in Augsburg das Große juristische Staatsexamen ab. Er wurde geprüfter Rechtspraktikant bei der Regierung von Schwaben und dort später Akzessist, bevor er seinen Militärdienst als Einjährig-Freiwilliger beim 1. Feldartillerie-Regiment leistete.
Als Rechtsassessor bei der Stadtverwaltung Kempten beschäftigt, wurde er am 1. Juli 1901 zum Bezirksamtsassessor in Scheinfeld ernannt und war später in gleicher Funktion in Regensburg eingesetzt, bevor er am 1. April 1914  Bezirksamtsvorstand in Regen wurde. Am 24. Dezember 1917 wurden ihm Titel und Rang eines Regierungsrats verliehen. In der Zeit vom 1. November 1925 bis zum 16. Mai 1933 war er Bezirksamtsvorstand in Landkreis Landshut und im direkten Anschluss bis zum 30. Juni 1936 in gleicher Funktion in Friedberg tätigt, bevor er zum 1. Oktober 1936 in den Ruhestand verabschiedet wurde.
Schmitt war 1918 in die Bayerische Volkspartei eingetreten.